# Jäger der verschollenen Galaxie
Jäger der verschollenen Galaxie (Originaltitel: Slave Girls from Beyond Infinity) ist ein US-amerikanischer Science-Fiction-Abenteuerfilm aus dem Jahr 1987 von Ken Dixon, der auch für das Drehbuch zuständig war und Aufgaben in der Filmproduktion übernahm. Als Hauptdarsteller werden Elizabeth Cayton, Cindy Beal, Brinke Stevens, Don Scribner und Carl Horner geführt.

## Handlung
Die zwei jungen nur spärlich bekleideten Frauen Daria und Tisa sind Gefangene. Sie schaffen es, aus ihrer Zelle in einem Weltraum-Gulag auszubrechen und entkommen in einem Shuttle. Nach einiger Zeit im All versagt plötzlich ohne erkennbare Ursache ihr Shuttle, und die beiden müssen auf einem nahe gelegenen bewohnbaren Planeten notlanden. Ein Mann mit einem vernarbten Gesicht, der in einer großen Festung lebt und sich ihnen als Zed vorstellt, empfängt sie als seine Gäste. Er ist der einzige empfindungsfähige Bewohner des Planeten. Er besitzt zwei Roboter, die ihn beschützen und auch als Wächter der Festung fungieren.
Daria und Tisa dürfen sich mit neuen Gewändern einkleiden und mit Zed zu Abend zu essen. Beim Abendessen treffen die beiden jungen Frauen auf zwei weitere Überlebende einer anderen Bruchlandung, die auch Zeds Gäste sind. Sie stellen sich ihnen als Rik und dessen Schwester Shala vor. Sie warnen die Mädchen, dass etwas mit Zed nicht stimmt und dass andere Überlebende ihres Absturzes verschwunden sind. Daria und Tisa werden durch dieses Gespräch nachdenklich. Sie beschließen, in der Nacht in Zeds geheimen Trophäenraum einzubrechen. Entsetzt müssen sie feststellen, dass an den Wänden die Köpfe von Dutzenden von Zeds früheren Gästen hängen, die er zum Spaß gejagt hat.
Als Rik und Daria erkennen, dass sie die nächsten sind die auf seiner Jagdliste stehen, schleichen sie sich einige Stunden vor Sonnenaufgang in den Dschungel, um dort Fallen aufzustellen und sich mit der Gegend vertraut zu machen. In der Zwischenzeit nimmt Zed Shala gefangen um Rik so zu zwingen, an der Jagd teilzunehmen. Zed schickt einen Androiden, um sicherzustellen, dass die Gäste im Bett sind, wo sie sein sollten. Dabei fällt auf, dass Rik und Daria noch nicht in ihren Gemächern liegen. Tisa fängt den Androiden auf dessen Rückweg ab. Da er nicht zurückkommt, beschließt Zed, die Räume selber zu überprüfen. Rik und Daria schleichen sich in der Zwischenzeit durch das Fenster zurück in ihr Zimmer. Um ihn davon abzuhalten in das Zimmer zu platzen, täuschen sie Sex vor, haben wenig später aber tatsächlich Geschlechtsverkehr miteinander.
Am nächsten Morgen wird Rik von Zed während der Jagd erschossen. Daria und Tisa versuchen aus der Festung zu fliehen, werden allerdings gefangen genommen. Sie werden zusammen mit Shala aneinander gekettet, und ihnen werden die Regeln der Jagd erklärt. Das Trio wird dann von Zed losgelassen, um wie Wild gejagt zu werden. Er warnt sie, sich von der Phantomzone fernzuhalten.
Shala opfert sich, um Tisa vor Zed zu retten. Mithilfe einer Karte finden die verbleibenden zwei Frauen den Weg zur Phantomzone. Wie sie herausfinden handelt es sich um einen alten Tempel, der von zombieähnlichen Kreaturen bewohnt wird. Sie finden ein Lager mit Laserwaffen und kehren in den Dschungel zurück, um gegen Zed zu kämpfen. Dieser wird von einer der Kreaturen verfolgt. Mit der Gefahr im Nacken stößt er Daria von einer Brücke in einen Abgrund. Wider Erwarten überlebt sie den Sturz, indem sie sich an einer Ranke festklammert, ohne dass Zed dieses mitbekommt. Er kehrt mit Tisa zu seiner Festung zurück, wo er versucht, sie zu vergewaltigen. Daria unterbricht ihn bei seinem Vorhaben und bekämpft ihn. Plötzlich erscheint die Kreatur, die im Dschungel ihre Verfolgung aufgenommen hat im Raum, verwundet Zed tödlich und greift die Frauen an. Sie schaffen es, die Kreatur zu töten und ein Raumschiff zu finden, um den Planeten verlassen zu können. Zed, der an seinen Verletzungen stirbt, leitet vor seinem Tod eine Selbstzerstörung seiner Festung ein, aber Daria und Tisa entkommen rechtzeitig und beschließen, das Universum zu erkunden.

## Hintergrund
Der Film basiert lose auf dem Kurzroman Das grausamste Spiel von Richard Connell.
Cindy Beal hatte als Tisa hier ihre größte Filmrolle. Ein Jahr zuvor debütierte sie im Film My Chauffeur – Mit Vollgas ins Ehebett. Später übernahm sie lediglich noch die Synchronisation des Roboters Commander Nezi in der japanischen Zeichentrickserie Dragon Ball GT. Für Randolph „Randy“ Roehbling war es nach seinen Engagements als Kinderdarsteller im Kurzfilm Item 72-D: The Adventures of Spa and Fon von 1970 und eine Rolle im Film Es geschah in Hollywood von 1973 seine einzige Rolle als Erwachsener und zog sich danach aus dem Schauspiel zurück.

## Produktion
Die Dreharbeiten erstreckten sich vom 2. Februar 1987 bis in den März 1987. Das geschätzte Budget lag bei lediglich 90.000 US-Dollar, daher bestand der Cast eher aus unbekannten Schauspielern. Gedreht wurde hauptsächlich in und um Los Angeles. Viele Aufnahmen entstanden im Quicksilver Studio in Venice, die Strandaufnahmen wurden in Malibu realisiert, die Dschungelszenen entstanden in Burbank.

## Veröffentlichung
Der Film wurde im September 1987 von der von Charles Band finanzierten Urban Classics in den USA in ausgewählten Kinos veröffentlicht. Der Film startete 1999 in den USA über Cult Video, einer Tochtergesellschaft von Full Moon Entertainment, in den Videoverleih. In Deutschland feierte der Film bereits am 7. März 1988 den Start in den Videoverleih.

## Rezeption
„Ein abenteuerlicher Kampf gegen Zed und seine Häscher beginnt. Weltraumabenteuer und Fantasy-Spektakel mit leicht geschürzten Darstellerinnen und genretypischer Handlung.“

Im Audience Score auf Rotten Tomatoes hat der Film eine Wertung von 35 % bei über 1.000 Bewertungen. In der Internet Movie Database hat der Film bei knapp 1.500 Stimmenabgaben eine Wertung von 4,6 von 10,0 möglichen Sternen.
1992 kritisierte der damalige US-Senator Jesse Helms den Film und bemängelte den offensichtlichen Sexismus, die Darstellung von Freizügigkeit, Sex und Gewalt sowie die gezeigten Stereotypen.

## Trivia
- Der Film wurde am 1. April 2022 von Tele 5 im Rahmen des Formats Die schlechtesten Filme aller Zeiten ausgestrahlt.